# No Limit (canción de 2 Unlimited)
«No Limit» es una canción del grupo neerlandés 2 Unlimited, lanzado en enero de 1993. La pista fue tomada del segundo álbum No Limits.
No Limit es recordada como una de las canciones más conocidas del género eurodance y como un gran éxito a nivel mundial, vendiendo 2,8 millones de copias. Fue número uno en varias listas de Europa, incluyendo Reino Unido, y alcanzó el #21 en las listas de dance en Estados Unidos. Fue el sencillo europeo más vendido de 1993.

## Posicionamiento
| Lista                              | Posición |
| ---------------------------------- | -------- |
| Australian Singles Chart           | 7        |
| Austrian Singles Chart             | 1        |
| Canadian Singles Chart             | 1        |
| Czech Singles Chart                | 1        |
| Danish Singles Chart               | 1        |
| Dutch Singles Chart                | 1        |
| Finnish Singles Chart              | 1        |
| French Singles Chart               | 1        |
| German Singles Chart               | 2        |
| Greek Singles Chart                | 1        |
| Irish Singles Chart                | 1        |
| Italian Singles Chart              | 1        |
| MTV European Top 20                | 1        |
| New Zealander Singles Chart        | 40       |
| Norwegian Singles Chart            | 1        |
| Portuguese Singles Chart           | 1        |
| Slovakian Singles Chart            | 1        |
| Spanish Singles Chart              | 1        |
| Swedish Singles Chart              | 1        |
| Swiss Singles Chart                | 1        |
| UK Airplay Chart                   | 22       |
| UK Singles Chart                   | 1        |
| U.S. Billboard Hot Dance Club Play | 21       |